# Barokk zene
A barokk zene, vagy más néven generálbasszus- vagy continuo-korszak, a klasszikus zene történetének egyik korszaka és annak zenei korstílusa. A reneszánsz- és a klasszicista zene korszakai közé esik, tehát kb. 1600-tól (egyesek szerint 1580-tól), az első opera megszületésétől 1750-ig, Johann Sebastian Bach haláláig tart.
A barokk zenében is kimutathatóak a barokk képzőművészet és az irodalom stílusjegyei: ünnepélyes hangvétel, nagy, lenyűgöző arányok, ellentétek szembeállítása, hirtelen, váratlan tempómódosítások. Emellett feszültséget teremtő, mozgalmas, dinamikus, illetve sűrűn alkalmaz díszítéseket.
A korszak stílusjegyei országonként mást jelentettek, eredményeztek. A zenében a barokk a legnagyobb formaalkotó korszak. Olyan zenei formák és műfajok alakulnak ki, amelyek ma is használatosak, elterjedtek. Elkezdődött az énekes és a hangszeres zene szétválása, illetve a vokális zenén belül a szólóének és a kórus.
Létrejöttek a csak egyes hangszereket foglalkoztató kamaraegyüttesek, kialakul a több hangszercsoportot magába foglaló akkori zenekar, melynek felépítése a későbbi szimfonikus zenekarok máig érvényes alapmodellje.
A barokk zene fogalma emellett olyan eltérő megnyilvánulásokat sűrít magába, mint Carlo Gesualdo madrigáljait, Jacopo Peri és Claudio Monteverdi első zenés pásztorjátékait, Alessandro Scarlatti tragikomédiáit és Jean-Philippe Rameau lírai tragédiáit, Tarquinio Merula toccatáit, Arcangelo Corelli triószonátáit, Antonio Vivaldi concertóit, illetve Heinrich Schütz passióit és Johann Sebastian Bach kantátáit.
Viszont mindegyikben közös, hogy ebben az időszakban teljes mértékben hittek a zene boldogító hatásában. A barokk zenét még az ún. „régi zene” kategóriába sorolhatjuk.

## A korszak nevéről
Számos, a különféle zenetörténeti korszakok meghatározására szolgáló műszót a képzőművészet történészei használták először. A barokk azonban nem tartozik ide: ezt a kifejezést egy időben kezdték el a zenében és a képzőművészetekben is használni.
Noël-Antonie Pluche francia filozófus 1746-ban a barokk szót Jean Pierre Guignon játékstílusának Jean Baptiste Anet-val való összehasonlítására használta (ők ketten abban az időben Párizs legjobb hegedűsei voltak). Pluche leírása szerint Guigon arra törekszik, hogy ujjainak kivételes fürgeségét mutogassa, ezzel megdöbbentse és szórakoztassa a közönséget. Ezzel szemben Baptiste sokkal kifejezőbb stílust kedvel, az emberi hang líraiságának régiójába szárnyal. Megveti az öncélú magamutogatást: „neki nem szükséges fáradságos küszködéssel a tenger mélyéről felhozni néhány barokk gyöngyszemet, mikor gyémántok hevernek a föld színén” 1 Pluche ugyanezen alkotásában musique baroque-nak nevezte azon zenét, amely szánt szándékkal zavarba hozza a hallgatót hangzásának és ékesítésének merészségével, s nem veszi figyelembe az énekesek természetes képességét, mert túl sok benne a gyors futam, és a lárma. (Ezzel szembe állította a musique chantante-ot, ami nem lenne más mint a klasszicista zene: természetes, énekelhető melódiákban gazdag, s híjával van a hatásvadászatnak, mesterkéltségnek és fintoroknak).
Jean-Jacques Rousseau viszont ezt írja zenei lexikonában, 1768-ban: „A barokk zene az, melyben a harmóniák zavarosak, telezsúfolva modulációkkal és disszonanciákkal; a dallam érdes és kevéssé természetes, az intonáció nehéz, a tempó erőltetett. Úgy látszik, hogy ez a kifejezés a logikai tudományokban használatos baroccóból származik.”2
Az etimológusok még mindig nem értenek egyet abban, hogy a barokk szó az olasz baroccóból ered-e, mint Rosseau gondolta, vagy a spanyol barruecóból, mint Pluche vélte.

## A barokk zene időszaka
Négy nagy szakaszra oszthatjuk:
- Előkészítés szakasza (kb. 1550-től 1580-ig)
- Kora barokk (kb. 1580-tól vagy 1600-tól 1640-ig), olasz dominanciával
- Nagybarokk (kb. 1640-től 1690-ig), jelentős francia hatásokkal
- Késő barokk (kb. 1690-től 1750-ig), ekkorra alakulnak ki a regionális stílusok

A zenei rokokó (gáláns zene) kb. 1730 körül indult el, Empfindsamer Stil néven, amely Nápoly környékéről indult, és később terjedt északabbra. Az 1780-as években ért véget, a bécsi klasszicizmus felbukkanásakor.

### Kora barokk
1600 táján mutatták be Firenzében az első operának nevezhető műveket: 1597-ben Jacopo Peri Dafnéját, amelynek zenéje elveszett, 1600-ban pedig az Euridicét, amelyet Peri és Giulio Caccini egyaránt megzenésített. A szerzők alapvető célja az antik tragédiák újjáélesztése volt, de műveiknek nem sok közük volt azokhoz, mert az ókorról a reneszánsz idején még meglehetősen hézagos ismeretekkel rendelkeztek.
A barokk mint zenei stílus kezdetét alapvetően Claudio Monteverdi (1567–1643) nevéhez, az ő komponálástechnológiai innovációihoz és új zenei műfajok, mint például az opera kifejlődéséhez – amelyhez Monteverdi igen hathatós segítséget adott – köthetjük. Ő volt az első olyan szerző, aki a késő reneszánsz stílusbomlasztó tényezőit egyszerre használta műveiben. Ezért általában őt emlegetik az első jelentős barokk szerzőként. Másik fontos, ebben az időben kialakult műfaj az oratórium, ill. megjelentek az első tisztán hangszeres műfajok is, ami nagy előrelépés volt a reneszánszhoz képest, amelyekben kizárólag vokális művekkel találkozhatunk, hangszerek (ha vannak) csak a kíséret szerepét kapják.
Zeneelmélet terén a számozott basszus megjelenése magával hozta a harmónia megjelenését is, ami a zeneszerzés vezéreszméjévé vált a tritónusz és a disszonanciával együtt, tehát a zenét innentől „függőlegesen” is vizsgálhatjuk, nem csak az egyes szólamokat, mint a reneszánsz polifóniában. A harmóniai gondolkodás korábbra nyúlik vissza (lásd Gesualdo), de csak a barokkban válik meghatározó stíluselemmé. Néhány zenetudós kimutatta, hogy a minden előkészületet mellőzve jelent meg a szeptim akkord, és ez okozta a legnagyobb változást. Ennek hatására kezdtek el akkordokban gondolkodni, és szép lassan ez vezetett el a tonalitáshoz.
A stílus szülőhelye Itália, ahol a reformáció a Habsburg hódításoknak köszönhetően egy nagyon erős ellenreformáció következett. A katolikus egyház pedig (többek között) a barokk zenében talált megfelelő eszközt az ellenreformáció eszméinek terjesztésére. A kor zenei központja Velence volt.
Heinrich Schütz (1585–1672) volt az első nem olasz barokk komponista, és egyben az első, európai viszonylatban is jelentős német zeneszerző, aki vokális műveiben nagyon jól kombinálta a barokk stílusjegyeit a német nyelvvel. Schütz idős kortársa volt a németalföldi Jan Pieterszoon Sweelinck (1562–1621), aki szintén nagy hatást gyakorolt a későbbi barokk szerzőkre. Girolamo Frescobaldi (1583–1643), Giacomo Carissimi (1605–1674) és Johann Heinrich Schmelzer (1623–1680) új zenei műfajok kifejlesztésében játszottak nagy szerepet.

### Nagybarokk
A késő 17. század zenei vezéregyénisége kétségkívül Jean-Baptiste Lully (1632–1687) volt, aki XIV. Lajos francia király udvarában szolgált. Az ő keze alatt fejlődött ki a szvit és a balett, és neki köszönhetően jutott el a barokk zene szélesebb néprétegekhez. Meg kell még említeni Salamone Rossi (a Zsidó) és Giacomo Carissimi nevét, akik Lully sikerét megalapozták.
Itália földjén továbbra is az intellektuális, kicsit „progresszív” zene maradt a csúcson, Arcangelo Corelli (1653–1713) vezetésével.
Németországban az ún. északnémetországi orgonaiskola ontotta a zeneszerzőket. Legjelentősebb képviselői: Dietrich Buxtehude (1637–1707) és Nicolaus Bruhns (1665–1697). Itt fejlődött ki a kantáta műfaja.
Angliában Henry Purcell (1659–1695) az olasz és francia elemeket az angol dalokkal és kóruskultúrával kombinálva hozta létre sajátos stílusát. Jelentősebb angol szerzők még Matthew Locke és John Blow voltak.

### Késő barokk
A késő barokkra Európa mindegyik régiója saját zenei kultúrával rendelkezett. Ez az az időszak, amikor a barokk újításai teljesen kiforrottá váltak, magyarul elért a stílus a csúcspontjához.
A zene legnagyobb hatású alkotói ekkor kétségkívül német területről származtak: a késő barokkot elsősorban Georg Philipp Telemann (1681–1767) és Johann Sebastian Bach (1685–1750) neve fémjelezte.
Újra divatba jött az opera, aminek nagy művelője az Angliában működő Georg Friedrich Händel (1685–1759) volt. Itáliában Antonio Vivaldi (1678–1741) a versenyműveket, Domenico Scarlatti (1685–1757) pedig a szonátákat ontotta hatalmas tempóban. A francia zenét ebben az időben elsősorban Jean-Philippe Rameau (1683–1764) képviselte.

### Az átmenet aklasszicizmusba
A két stílus közötti periódusban különböző elméletek, világnézetek és technológiák keveredtek egymással (dallamcentrikusság, a homofónia, a kidolgozás és a szonátaforma (kontra szekvencia) voltak a legfőbb különbségek). Ezt a stílust nevezzük „gálánsnak” vagy Empfindsamer Stil-nek, ugyanis a közönség már valami újra is vágyott. Ennek köszönhető például Carl Philipp Emanuel Bach sikere, mert ő a régi ismerete mellett tudott újat mutatni (annak ellenére, hogy kezdetben igen tradicionális volt).

## A francia barokk zene
Az Itáliában született barokk zenének sajátos válfaja jött létre Franciaországban. A barokk zene vagy olasz, vagy francia stílusú. Ez a stiláris különbség nemcsak a játéktechnikában, hanem a művek megformálásában is megmutatkozik. A francia barokk fő jellemzői: rövid, világos, áttekinthető formák, egyszerűség, tömör rövidség. Az air de cour-stílus szabad improvizációi mellett egy rendkívül bonyolult díszítési tradíció előírásait használták, melyet szigorú szabályok szerint kellett a megfelelő helyen alkalmazni. Ezáltal értelem és rend uralja a francia stílust. Mindez élesen szemben áll az olasz barokk féktelenségével, melyben a virtuozitás, míg a franciában a hangulatfestés áll az előtérben. A francia barokk zene vitte tökélyre a viola da gamba művészetét (Antoine Forqueray, Marin Marais).
A francia barokk racionális és forma kedvelő zene, középpontjában az opera áll. Ez egészen más, mint az olasz barokk esetében. A neve: tragédie lyrique. Jean-Baptiste Lully a francia stílus megteremtője e műfajban az olasz operát ötvözte a francia balett elemeivel, így megalkotva a zenedráma egy teljesen önálló változatát: ének, hangszeres zene, és tánc kombinációját. A „tragédie lyriqe” is rögzített, kötelező sémákra épült. Az ária alig megkülönböztethető a recitativótól.
A 18. században az olasz és a francia stílus ötvözetéből jött létre az úgynevezett kevert ízlés, elsősorban német nyelvterületen. Franciaországban nagy vitát váltott ki az olasz elemek beépítésének kísérlete, mely végül a tiszta francia stílus győzelmével végződött.
A francia barokk zene három nagy óriása: Lully, Couperin, és Rameau.

## A barokk zenei műfajok
Az első jelek, amelyek a barokk érkezését jelezték a zenében, a monódia, a basso continuo (continuo, generálbasszus, folyamatos basszus), ill. az opera és oratórium műfajok kialakulása voltak.

### Vokális műfajok
- Opera
- Dramma per musica
- Dramma giocoso
- Intermezzo
- Opéra comique
- Opera-ballet
- Oratórium
- Passió
- Kantáta
- Mise
- Himnusz
- Monódia
- Korál

#### Prózai részeket tartalmazó vokális műfajok
- Opéra comique
- Masque
- Singspiel
- Zarzuela

### Hangszeres műfajok
- Concerto grosso
- Fúga
- Szvit
  - Allemande
  - Courante
  - Passepied
  - Passamezzo
  - Saltarello
  - Pavanne
  - Gaillarde
  - Sarabande
  - Gigue
  - Gavotte
  - Menüett
- Szonáta
  - Sonata da camera
  - Sonata da chiesa
  - Triószonáta
- Partita
- Canzona
- Sinfonia
- Fantázia
- Ricercar
- Toccata
- Prelúdium
- Chaconne
- Passacaglia
- Korálprelúdium
- Francia nyitány

## A barokk zene stílusjegyei

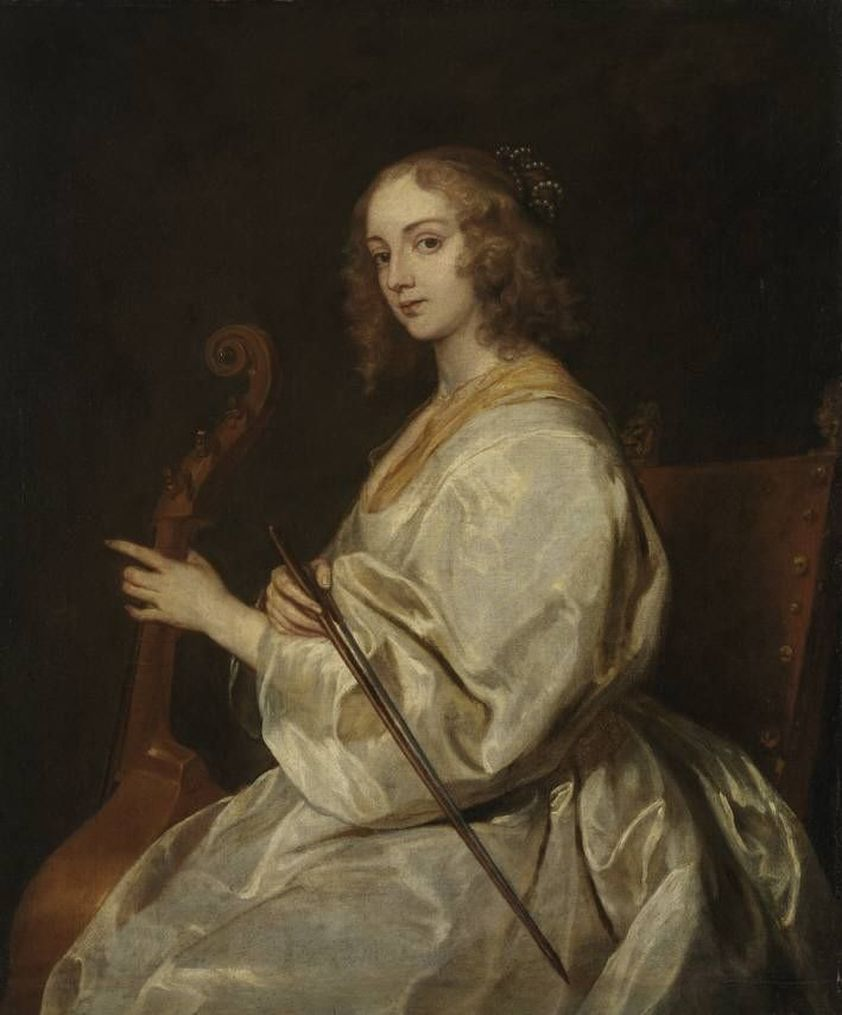
Anthonis van Dyck: Mary Ruthven portréja

### Formák
A stílus egyik jellegzetessége, hogy a forma hasonlóan súlyos, mint a tartalom. Míg a reneszánszban a hangszeres zenét csak vokális művek vagy táncok kíséretére használták (leszámítva persze az egy-két virginálra íródott szólódarabot), és a vokális zene dominált, addig a barokkban már kialakult a hangszereket a középpontba állító zene. Megjelent a hangszerelés: a zeneszerző pontosan leírta, hogy melyik szólamot melyik hangszer játssza. Így alakult ki a zenekar (a barokkban nagyrészt még vonószenekar), ahol egy szólamot többen játszottak, illetve itt különültek el a magas- és mélyvonós hangszerek kezdetben 5, majd 4 szólamba (első és második hegedű, brácsa, gordonka, az 5. pedig a ma már nem használt második brácsa, vagy a tenorbrácsa volt). (Lásd még ezen szócikk Hangszerek fejezetét.)
A hangszeres zene nagyon sok vonást átvett a vokálisból: például a „kórus és szólista énekes” jelenségből alakult ki a versenymű (concerto), ill. a kis együttest („concertino”) a naggyal („tutti”) ütköztető concerto grosso. Divatosak voltak még a lassú-gyors váltakozását bemutató francia nyitányok, elsősorban különböző főúri udvarokban. Jelentős hangszeres műfaj a barokk szonáta, valamilyen szóló hangszer(ek)re és folyamatos basszusra.
Az opera igen nagy népszerűségnek örvendett. A sikeres operák kísérőzenéjéből általában szvitet komponáltak. A menüett, passacaglia, chaconne és hasonló (eredetileg népi) táncok pedig végre elfogadottá váltak és beépültek a műzenébe.
Vokális téren a da capo áriák jöttek divatba, megmaradt a mise és a motetta, újként felbukkant a kantáta és a passió. Ezekhez a zenékhez szorosan kapcsolódtak az orgonára írott toccaták és fúgák.

### A művészi kifejezés módja
A zenei nyelv és dallamalkotás ebben az időben a figurák tartalmas rendszerén nyugodott, ami tulajdonképpen egyfajta muzikális retorikának felelt meg, amihez affektálás kapcsolódott. Ez azt jelenti, hogy a zeneszerzők a kedélyállapothoz minél jobban illő kifejezőeszközöket keresték. Erre példa a kromatikusan lefelé ereszkedő basszus, amely mindig erős fájdalmat fejez ki.
Nikolaus Harnoncourt szerint „A barokk zene beszél, az ezt követő stílusok festenek.” („Die Musik des Barock spricht, die nachbarocke Musik malt“)
Főleg a korai barokkban tovább élt a velencei polikórusosság, a hangszerek/énekesek térbeli elosztása.

### Struktúra
A barokk idején ér csúcspontjára a középkor és a reneszánsz alatt kifejlődött polifónia, vagyis mindegyik szólam egyenjogú, és értelmes dallamot tartalmaz. Ehhez kapcsolódik még a generálbasszus (basso continuo) – lásd lejjebb – ami a számozott basszussal íródott, ezért bizonyos fokú improvizációs lehetőséget ad az olyan hangszereknél, mint a csembaló vagy a lant. Ezeknek a polifón elemeknek az imitációs felhasználásából jött létre a fúga.

### Egyéb stílusjegyek
- Basso continuo – az új kottázási rendszerben – a számozott basszusban – leírt folyamatosan jelenlévő kíséret, amelyet – a nevéből adódóan – mély hangfekvésű (vagy mély hangfekvést is produkálni képes) hangszerek – mint a csembaló, az orgona, a lant vagy a fagott – játszottak. A késő barokkban a continuót megpróbálták kiiktatni a zenéből, végül ennek köszönhetően alakulhatott ki a következő stílus.
- Monódia – zene egy énekhangra és kíséretre, elsősorban a 17. század Itáliájára jellemző. Célja a szöveg és a dallam egységének megteremtése a reneszánsz túlbúrjánzott polifóniája után.
- Homofónia – zene egy melódikus szólammal és ritmikailag hasonló kísérettel (ez ellentétben áll a reneszánszra jellemző textúrával, a polifóniával – de ez is jelen van, nem is kismértékben, például Johann Sebastian Bachnál).
- szöveg a zene felett – a kíséretnek nem szabad az énekesnél hangosabbnak lennie.
- énekes szólisták (bel canto)
- drámai zenei kifejezések, drámai fordulatok
- énekelhető drámák, mint az opera, drama per musica
- kombinált hangszeres-vokális műfajok, mint az oratórium és a kantáta
- új hangszeres technikák, például tremolo vagy pizzicato
- világos és egyenes dallam
- Notes inégales, egyenletesen írt hangok többé vagy kevésbé pontozott előadásmódja.
- az ária
- a ritornello ária (áriába beillesztett igen rövid hangszeres közjátékok)
- a concertato stílus (szólista/szólisták és a nagyobb csoport közti, elsősorban hangerőben megnyilvánuló ellentét)
- hangszerelés (lásd feljebb), ezáltal
- a hangszerek egyedi tulajdonságainak jobb kihasználása
- virtuozitás megjelenése (például Antonio Vivaldi hegedűversenyei)
- díszítés, szekvencia (zene)
- a modern nyugati tonalitás kiépülése (dúr-moll)

A barokk zenére nem igazán jellemző a homofónia, ami nem jelenti azt, hogy teljesen mellőzött. Ezzel szemben, a polifónia emblematikusan meghatározza a barokk zene hangzását. A polifónia, a dallamok egymásra rétegződése a koncertálás elvet teszi lehetővé, ami ismét a barokk meghatározó jellegzetessége.

## Hangszerek

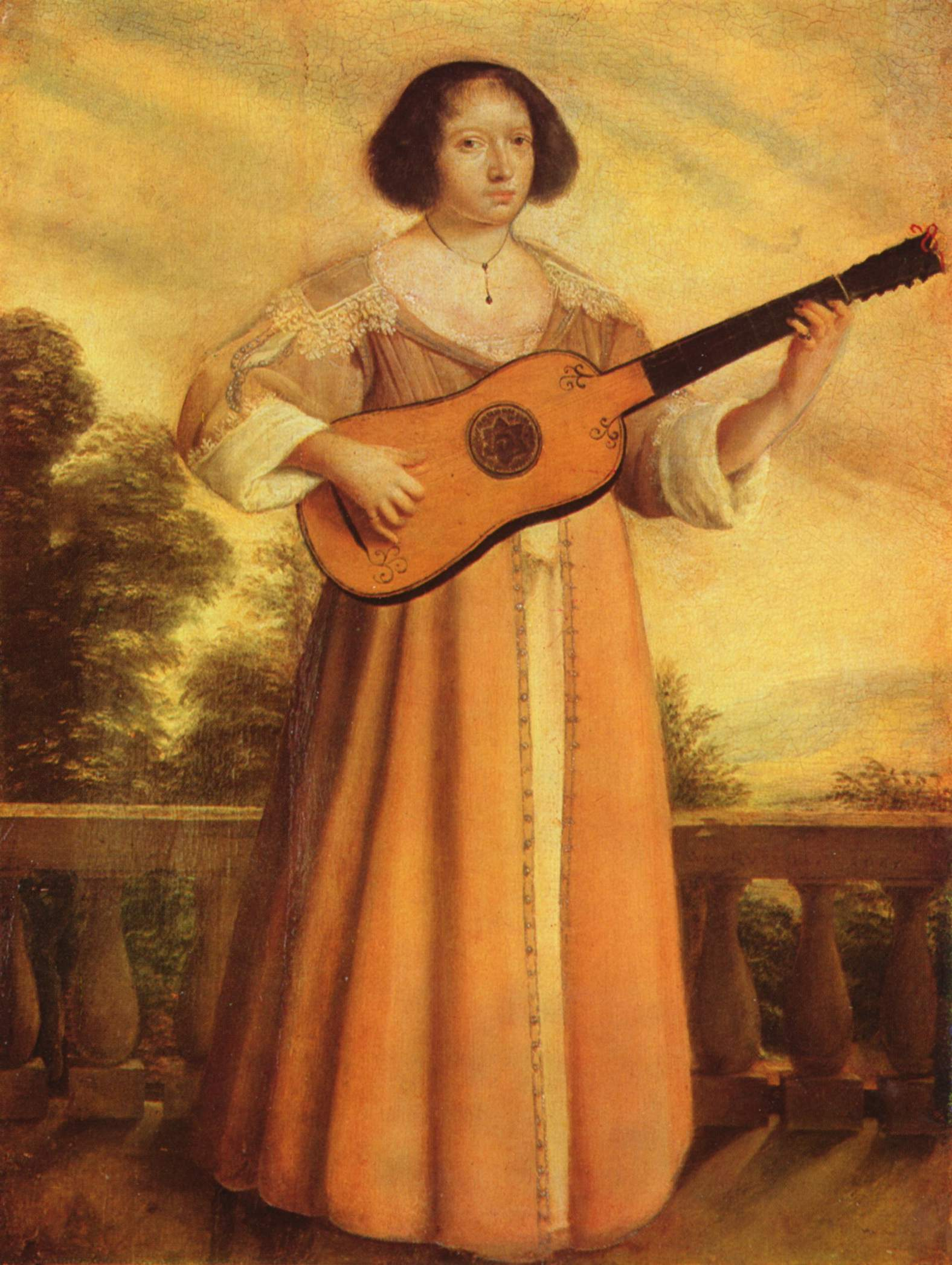
Augustin Quesnel: Gitározó nő

Mivel a barokk zenében jelent meg először a harmóniaközpontú gondolkodás, ennek párhuzamaként kezdődött a hangszercsaládok beszűkülése és a szólamos hangzás.
A generálbasszus-korszakban jópár régebbi hangszer használaton kívül került. Más típusok, például a fafúvós hangszerek jelentősen átalakultak és új hangszercsaládok indultak fejlődésnek. A kor teremtményei elsősorban a rezonánshúros vonós hangszerek illetve a klarinét és a vadászkürt a rézfúvós hangszerek közül.

### Vonós hangszerek
Ezen hangszerek közül a rebek elszórtan még a 17. század elején is jelen volt, de egyre inkább átalakult zsebhegedűvé. Kedvelt hangszer volt a tengeri trombita, mert a trombitások és üstdobosok céhekbe tömörülésének köszönhetően a hangszerárak a magasba szöktek, így a tromba marina jó trombitapótléknak bizonyult.
A 17. század közepe után a lira da braccio és a lira da gamba eltűnt, viszont továbbra is kedvelt maradt a viola da gamba, annak ellenére, hogy egyre kevesebbet készítettek, sőt még kevesebb zene készült rá. Igen sok hangolás és méret volt elterjedt. Barokkban használatos gambaszármazékok még a viola bastarda és a baryton. A viola d'amore ebben az időben vett fel sok gamba tulajdonságot: fémhúrok helyett bélhúrok kerültek rá, illetve megjelentek ezen a hangszeren is az együttrezgő húrok. A Viola d'amore variánsa is ez idő tájra datálható: az englishes violett, amelyen kétszer annyi rezgő, mint játszó húr van. A barokk nagybőgője, a violone is gamba.
A viola da braccióknál – értve ez alatt a nagybarokkig bezárólag a tenorbrácsákat – kikerültek a fősodorból, ezért a szabványosodott vonószenekar 2 hegedűből, brácsából és csellóból (amelynek hangolása kezdetben B-ről indult) áll. Ugyan ez nem tartozik a legkiegyensúlyozottabb együttesek közé (két szoprán, egy gyönge alt és egy basszus hangszín), de szólisztikus felső szólamaival és harmóniahordozó basszusával nagyon jól megfelelt a korízlésnek.
Mindemellett a hegedű családban is történtek változások: megjelent, majd eltűnt a violino- ill. violoncello piccolo, a viola da Spalla, a Viola pomposa és a quinton.
Északon ebben az időben alakultak ki az olyan népi hangszerek, mint a hardanger fidula, a nyckelharpa, vagy a tekerőlant, amely nem egy esetben a műzenében is felbukkan.

### Pengetős hangszerek
Ebben a kategóriában még mindig a lant volt a legnépszerűbb, de már megjelentek variánsai is. Ilyen például a két kulcsszekrényes angelica, a kis korpuszú és feltűnően hosszú nyakú colascione, illetve ekkor indult hódító útjára a mandolin.
Egyéb hangszerek: a német és angol földön kedvelt ciszter, a műzenéből egyre inkább kiszoruló gitár, a kromatizálódó hárfa, illetve az olyan népi hangszerek, mint a pszaltérium, a cimbalom, a Bell-hárfa és az ajtócitera.

### Aerofon hangszerek
A continuo-korszakban igen sok aerofon hangszer (család) kihalt (például a zergekürt, a bassanello, a sordone és a tartölt), hisz követelménnyé vált a hangolhatóság. A fafúvósok ebben az időben már gyakran a zenekar részei voltak, sőt igen sokszor jutottak szóló szerepekhez.
Érdekes helyzetben volt a rackett, mert még egy jó darabig fennmaradt, igaz, új formában (rackett-fagott).
A barokkban népszerű volt a furulya (blockflöte), amely külön hangszercsaládot alkotott, bár intonációs nehézségei miatt jelentősége a 18. század közepétől kezdve csökkent. Variánsa a francia flageolet, illetve a flauto d'amore. A csőrös fuvola, a blockflöte mellett egyre fontosabb szerepet kapott a harántfuvola.
A schalmeiek és a pommerek a korszak elejére elvesztették jelentőségüket, helyét az oboa és variánsa, az oboa d'amore, illetve az oboa da caccia vették át. Az F-oboa némi átalakításokkal megtűzdelt változatából alakult ki az angolkürt.
A 16. századi dulcián hangszercsaládból csak a C-hangolású basszus, a choristfagott érte meg a 18. századot, viszont a barokkban igen nagy népszerűségnek örvendett. Ennek variánsa a fagotto d'amore és a kontrafagott.
Ebben a korban fejlődött ki a chalumeau-ból a klarinét.
A trombita a 16. században került be a műzenébe, általában üstdobokkal párosítva. Ebben az időszakban natúrtrombitaként kizárólag természetes felhangsorát lehetett megszólaltatni, ennek ellenére a hangszer magas, clarino regiszterében a kor trombitásai nagy virtuozitással kezelték. Formaváltozatai a vadásztrombita és a perselytrombita voltak. A continuo korszak további nagy újítása volt a vadászkürt alkalmazása.
A cink még elvétve előfordult. Népzenei szinten a sopila, musettenbass, tiple, tenora és a dulziana terjedt el.

### Idiofonésmembranofonhangszerek
Az üstdobtól eltekintve kevés ütős hangszert használtak, bár létezett a hengerdob, triangulum és a kasztanyetta.

### Billentyűs hangszerek
Az orgona népszerűségének csúcspontján volt a barokkban mind építés, mind a rá írt művek tekintetében. A házi használatra készített orgona az orgonapozitív. Gyakran kombinálták az orgonát más hangszerrel is, ilyen például a claviorganum.
Házi használatra készült a klavichord, amelynek esetében a billentyű lenyomásakor a húrokhoz érő kis, csavarhúzó fejére emlékeztető réz érintők keltik a hangot, és amely egyszerű felépítése ellenére a zongora távoli ősének tekinthető. Házimuzsikára voltak alkalmasak a clavicytheriumok (függőleges szekrényű csembalók), a spinétek (továbbfejlesztése a harántspinét és az oktávspinét) és az arpicordók. Jelen volt még a virginál is.
A kor koronázatlan királya a csembaló volt, bár a korszak végén megjelent a fortepiano is, ami a későbbiekben kiszorította a csembalót.
Ritkaságszámba menő hangszerek: lautenclavessini, theorbenflügel (lant- és teorbacsembaló) és vonós zongora (Clavier-Gamba néven). Ezek megépítése még napjainkban is óriási hangszerkészítői teljesítmény már csak az építés alapjául szolgáló képi és írott források szűkössége, sőt teljes hiánya miatt.

## A barokk összehasonlítása a határos korstílusokkal

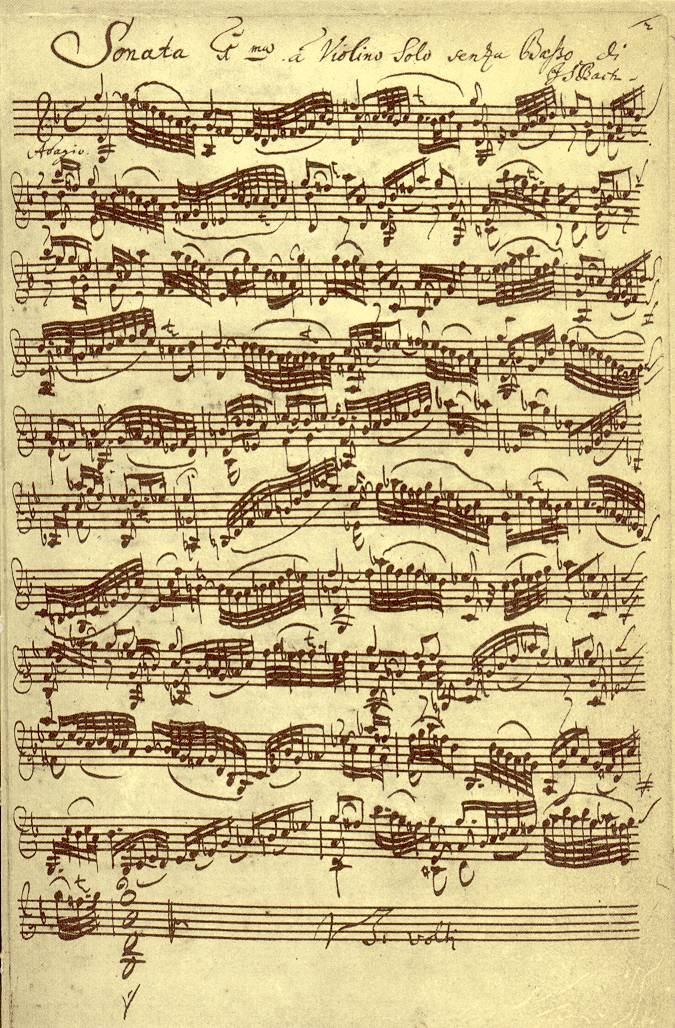
Johann Sebastian Bach BWV 1001-es számot viselő hegedű-szólószonátájának kézirata

### Areneszánsz zenével
A reneszánsz zene annyiban hasonlít az őt követő barokkra, hogy mindkettő előszeretettel használja a polifóniát és az ellenpontozást, bár a reneszánszban ezek felhasználása eléggé eltérő volt. A reneszánsz zenében az egyes szólamok dallamossága sokkal fontosabb volt, mint a konszonancia a többi szólammal. A barokkban már megjelent az akkordok hierarchiája, a funkciós tonalitás. Az átmenet korszakában (1600 körül) érdekes módon az újdonságok a régimódi reneszánsz zenében jelentek meg: például a madrigálok tonálissá váltak, míg az újdonsült monódiában ez nem figyelhető meg. A másik nagy eltérés, hogy a barokktól kezdve a terc válik a meghatározó hangközzé, az eddigi kvart és kvint helyett (amely csak részben tudja meghatározni a tonalitást). A barokkban ezen kívül hosszabb dallamvonalak vannak, amelyek egyrészt „határozottabb” ritmussal rendelkeznek, másrészt a kíséretet csak a Basso Continuo szolgáltatja. Ezeknek az elemeknek köszönhetően lett a reneszánsz ricercarból, fantáziából, és canzonából a barokk fúga. A változások eleinte nem is részesültek meleg fogadtatásban: Claudio Monteverdi például csak seconda pratticanak nevezte (prima prattica: Palestrina féle motetták és a szakrális korálok). Egyébként Monteverdi a régi (In illo tempore mise) és az új stílusban (1610-es vesperák) is alkotott.
Másik nagy eltérés, hogy a barokk zene sokkal több érzést közvetített, mint elődje, ráadásul a darabok nem kis hányada virtuóz hangszeres művészeknek és énekeseknek készült, ezáltal nehezebb is előadni őket. A barokkban sok improvizációs elem is megjelent, mint például a díszítések. A zenei kifejezőképesség is igen fontos volt. Mindeközben az a capella zene háttérbe szorult.

### Aklasszicista zenével
A barokkot követő klasszicista zenében csökkent például az ellenpontozás szerepe és fontossága, bár egyes elemeket gyakran újra felfedeztek (például Mozart is írt fúgákat), de alapvetően teljes mértékben a homofón textúra vált egyeduralkodóvá, a polifon művek ritkaságszámba mentek. A díszítések szerepe is csökkent. Elterjedt a szonátaforma, ami egy, a barokk „szabványoknál” sokkal progresszívebb forma. A hangnemváltások drámai elemekként jelentek meg a művekben, és sokkal többször szerepeltek, mint a barokkban, ahol a modulációknak nem volt strukturális funkciója. Bár már a barokk szenvedélyes zenei stílus volt, a klasszika sokkal jobban variálta a különböző érzéseket. Végül, míg a klasszikában létezett „alapszituáció”, ami előre vázolta a drámai cselekményt, és ez a feszültség a mű végére feloldódott, addig ez a feszültség a barokk művekben akár az utolsó hangig is eltarthattak.

## Utóélete

### A stílus újrafelfedezése aromantikában
Az Empfindsamer Stil és a rokokó megjelenésével barokk műveket ritkán játszották. Az újrafelfedezés a 19. században történt: a romantika világszemléletének megfelelően az emberek érdeklődni kezdtek a „régi mesterek” munkái iránt. Ez a tendencia „misztikus régmúlt” és a nemzeti identitás keresésével párhuzamosan alakult ki.
Az első ilyen jellegű előadás 1829 nagypéntekén Lipcsében történt, amikor Felix Mendelssohn Bartholdy „bemutatta” Johann Sebastian Bach Máté-passióját. Természetesen a mű némi átalakításon esett át (hangszerelés, kisebb rövidítések), aminek köszönhetően abban az időszakban is előadható és a közönség számára elfogadható volt (például a hangszerek egy része abban az időben már nem volt használatban). Az átalakítások következtében egyfajta romantikus mázzal ismerhette meg a nagyközönség a műveket, egészen az 1970-es évekig – sőt kis túlzással a mai napig is.

### Barokk zene napjainkban
Bach munkásságának újra elemzése és a Bach-kutatások megindulása nagy lendületet adott a barokk zene kutatásának is. Sőt, mindez sok esetben más szerzők műveinek előkerüléséhez vezetett. Például Antonio Vivaldi szerzeményei is a Bach-kutatásnak köszönhetően kerültek elő (Bach jó pár – többek között Vivalditól származó – olasz koncertet írt át billentyűs hangszerre az Olasz concertók című sorozatában.)
Mindezen felül, megkezdődött az autentikus, szerző korabeli hangzás modellezése. Így jött létre a historikus előadásmód, ahol az adott művet korabeli hangszereken (vagy azok másolatán), az adott kor ízlésének megfelelően játsszák. Ez a tendencia a mai napig létezik – vegyes fogadtatás mellett. Vannak, akik feleslegesnek tartják, mondván, hogy romlik a zene élvezhetősége. Mindenesetre a modellezés beindulása nagy löketet adott a kutatásoknak, és az elméleti része (tehát a barokk játékmód és formulák ismerete) már a modern hangszereken is – lassanként kötelező érvénnyel – elfogadottá vált.

## Kapcsolódó oldalak
- Barokk
- Barokk zeneszerzők listája
- A barokk zene jelentősebb kortárs előadói